# パントスロジスティクス
パントスロジスティクス（英文名称：Pantos Logistics Co., Ltd. 略称：Pantos）は韓国の大手総合物流企業である。

## 会社概要
1977年に航空貨物エージェントとして設立され、2000年以降LG電子・化学をアウトソーシングし、企業拡大する。 
2021年にLGグループからLG商事、LGハウシスと共に経営分離され、LXグループのLX パントス株式に社名変更を行った。
現在39カ国、104の地域に169の事業所（倉庫を含む）を所有し、総従業員数は延べ4000名である。 
事業範囲は、海上・航空輸送、陸上・鉄道輸送、倉庫、物流コンサルティング、国際エクスプレス、プロジェクト輸送、通関業等である。